# 广东省革命委员会
广东省革命委员会简称广东省革委会，是中华人民共和国广东省的革命委员会，文化大革命时期广东省最高国家权力机关。

## 历史
1967年11月12日，中共中央、国务院、中央军委、中央文革作出《关于广东问题的决定》，并批准建立广东省革命委员会筹备小组，由黄永胜、陈郁、孔石泉、王首道、陈德、邱国光、阎仲川七人组成。
1968年2月20日，中共中央、国务院、中央军委、中央文革同意成立广东省革命委员会，由一百八十名委员组成（其中包括三十九位常委）。2月21日，广东省革命委员会、广州市革命委员会同时成立。
1979年12月，广东省革命委员会撤销，复设广东省人民政府。

## 领导
主任：黄永胜（1968年2月-1969年11月）、刘兴元、丁盛（1972年3月-1973年12月）、赵紫阳（1974年4月-1975年10月）、韦国清（1975年10月-1978年12月）、习仲勋
第一副主任：孔石泉
副主任：陈郁、王首道、邱国光、阎仲川、黄荣海、刘继发、黄育英（女，揭阳县桂岭公社民办小学教师，贫农出身，共青团团员。）、梁锦棠（1968年9月至1977年6月）